# Lambert Frémont de Croisselle
Lambert Frémont de Croisselle est un personnage de fiction créé par Annie Jay. Il est l'un des personnages du roman A la poursuite d'Olympe.

## Famille et amis

### Famille
Lambert nait en 1664. Son grand-père se voit offrir par le Roi Louis XIII le village de Croisselle, en Normandie. Dès lors, Armand Frémont, le père de Lambert, se fait appeler "Armand Frémont, seigneur de Croisselle". Il est épicier, c'est-à-dire, au XVIIe siècle, marchands d'épices, de café, de chocolat et autres boissons exotiques. Ses relations permettent à Lambert de voyager à la Cour de Savoie et dans de nombreuses grandes puissances européennes.

Lambert a aussi une sœur, Sophie Frémont de Croisselle, qui se trouve, comme Olympe de Clos-Renault, au couvent des Visitandines.

### Amis
Le premier ami de Lambert qui apparaisse dans le roman est Jason de Valvert, un jeune homme maladroit et élégant, qui cherche désespérément à séduire sa cousine Amélie. C'est lui qui aidera Lambert à en apprendre plus sur Olympe.

Par la suite, Lambert devient l'ami de Nicolas Popin, le fils de chapelier qui aide Olympe à en apprendre plus sur les comploteurs.

A Versailles, Lambert rencontre Thomas de Pontfavier, Elisabeth de Coucy, Silvère Galéas des Réaux et Pauline de Saint-Béryl.

## Dans le roman
Lambert apparait très rapidement dans le roman. C'est lui qu'Olympe bouscule en quittant le couvent et c'est donc lui qui, le premier, peut la reconnaître et la dénoncer. Lorsqu'il la retrouve quelques mois plus tard, dans la chapellerie des Popin, il ne la trahit pas et lui rend service en la prévenant de l'arrivée de la police. Lambert est quelqu'un de très loyal. Amoureux d'Olympe, il joue le rôle du chevalier servant et ne cache pas sa jalousie quand il croit que la jeune fille aime Nicolas Popin. À Versailles, il joue un rôle plus actif, tentant même de se faire accepter parmi les comploteurs pour déjouer leurs plans. il va même faire un pari avec Nicolas

## Description
Lambert Frémont de Croisselle est décrit comme étant un séduisant jeune homme de dix-huit ans en 1682, grand, aux cheveux châtains et aux yeux verts.